# 络新妇属
络新妇属（学名：Nephila）也称金圆蛛、金圆蜘蛛、黄金圆蛛，隶属于蛛形纲蜘蛛目圆蛛科的一属，主要分布于非洲、大洋洲和东南亚等地区，全球生物物种名录（Catalogue of Life）收录了本属10种。
2019年研究人员将本属的一个亚属提升为属级－毛络新妇属（Trichonephila），将部分络新妇属物种归入毛络新妇属，包括在中国广泛分布的棒络新妇（Trichonephila clavata）。

## 属征
体大型。雌蛛体长17.00～50.00毫米，雄蛛体长2.80～9.09毫米。雌蛛的背甲密被白色细毛，腹部腹面具一对浅色纵条斑，或呈大理石状；外雌器具一横褶和一横沟，近后缘具一长方形中隔。雄蛛触肢器的引导器近顶部前侧无小齿，并呈45°弯曲；亚盾板小，位于盾板的外侧面。雌蛛结具很多经丝的大型圆网，中心位于网中央的上方，而且临时螺旋丝不拆除。

## 物种
- 科摩罗金圆蛛 Nephila comorana Strand, 1916
- Nephila constricta Karsch, 1879
- 角络新妇 Nephila cornuta (Pallas, 1772)
- Nephila dirangensis Biswas & Biswas, 2006
- Nephila kuhli (Doleschall, 1859)
- 劳氏络新妇 Nephila laurinae Thorell, 1881
- 巴基斯坦金圆蛛 Nephila pakistaniensis Ghafoor & Beg, 2002
- 斑络新妇 Nephila pilipes (Fabricius, 1793)
- Nephila tetragnathoides (Walckenaer, 1841)
- Nephila vitiana (Walckenaer, 1847)